# Kolbasov
Kolbasov (in ungherese Vegaszó, in tedesco Kolbasau, in ruteno Kovbasuv)  è un villaggio e una municipalità del distretto di Snina, nella regione di Prešov, nella Slovacchia nord-orientale.
Kolbasov viene menzionato per la prima volta nel 1548 come possedimento della Signoria di Humenné. Nel XVII secolo passò alla Signoria di Stropkov e poi ai frati paolini di Trebišov. Nel XVIII secolo entrò a far parte dei domini dell'eparchia di Prešov. Dal 1939 al 1944 venne annesso dall'Ungheria.
La popolazione è pressoché interamente di etnia rutena.